# Mandakalli, Mysore
Mandakalli là một làng thuộc tehsil Mysore, huyện Mysore, bang Karnataka, Ấn Độ.